# Robola Kephallinias

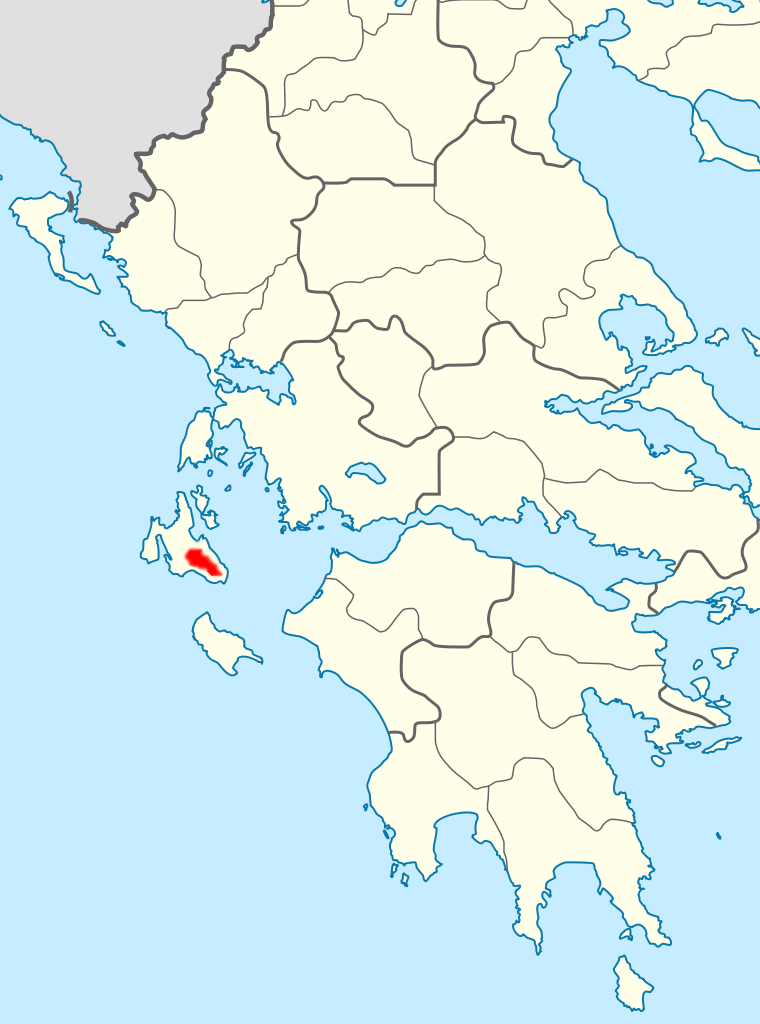
OPAP-Gebiete der Robola auf Kefalonia

Robola Kephallinias (Ρομπόλα Κεφαλληνίας) ist ein griechischer Weißwein von der Insel Kephalonia, der die rote Banderole der höchsten griechischen Qualitätsstufe OPAP (Onomasia proléfseos anoteras piótitos (griechisch Ονομασία προελευσέως ανωτέρας ποιότητος)) trägt. Der Robola Kephallinias, oder Robola of Kephalonia, wie sein internationaler Markenname lautet, wird sortenrein aus der Robola gekeltert; er zählt zu den besten Weißweinen Griechenlands.

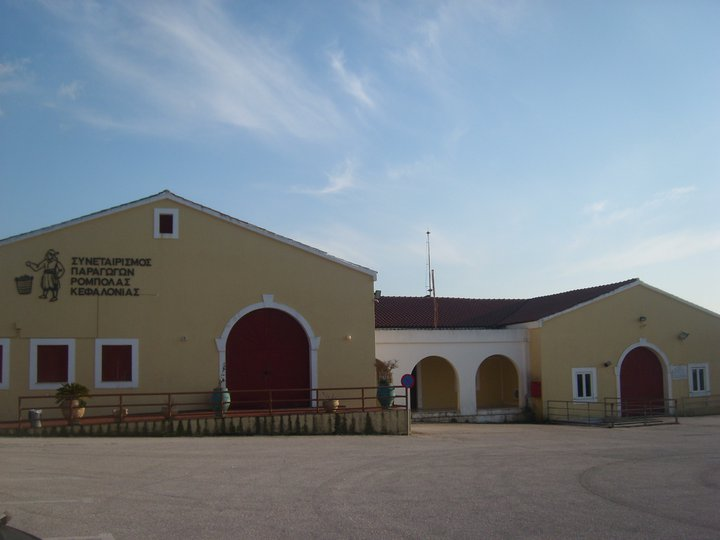
Die Genossenschaft in Omala

Die besten Lagen für die frühreifende Robola, deren Herkunft und Verwandtschaft noch nicht restlos geklärt sind, finden sich auf steinigem, weitgehend ahumosem Untergrund vor allem an den Hängen des Enos zwischen 300 und 800 Metern über dem Meer im mittleren und südlichen Teil der Insel Kefalonia. Die Kultivierung auf kargem, von Kalkstein durchsetztem Terrain kommt im venezianischen Vino di sasso (=Steinwein) zum Ausdruck. Die Reben werden meist in Buschform erzogen, in neuerer Zeit wird auch mit niedrigen Drahtrahmensystemen experimentiert. Die Hektarerträge werden durch das OPAP-Statut recht rigoros limitiert, bei den besten Qualitäten liegen sie um die 25 Hektoliter.
Der Robola Kephallinias ist ein frischer, säurebetonter Wein, in dem neben vielfältigen mineralischen Noten Aromen von Limetten und leichte Apfelaromen vorherrschen. Sein Alkoholgehalt liegt bei etwa 12 Volumenprozent; er ist von heller gelbgrünlicher Farbe. Weine aus der Robola sollten jung und gut gekühlt (10–12 °C) getrunken werden. Sie kommen häufig in mit Wachs versiegelten und in braunen Jutesäckchen verpackten Bouteilleflaschen in den Handel.
Internationale Bekanntheit erlangte der Robola durch den Film In tödlicher Mission von 1981, in dem James Bond einen Robola bestellt.